# Hopea pentanervia
Hopea pentanervia är en tvåhjärtbladig växtart som beskrevs av Symington och G. H. S. Wood. Hopea pentanervia ingår i släktet Hopea och familjen Dipterocarpaceae. Inga underarter finns listade i Catalogue of Life.